# Paenasti
Paenasti is een plaats in de Estlandse gemeente Põhja-Sakala, gelegen in de provincie Viljandimaa. De plaats heeft de status van dorp (Estisch: küla).
Tot in oktober 2017 behoorde het dorp tot de gemeente Kõo. In die maand ging Kõo op in de fusiegemeente Põhja-Sakala.

## Bevolking
In de loop der jaren is het aantal inwoners afgenomen: in 1959 woonden er nog 120 mensen, terwijl dat in 1999 al gedaald was tot 47. In 2011 waren het er 31. In 2021 woonden er nog 22 mensen.

## Ligging
Paenasti ligt in het geografisch middelpunt van Estland. Het geografisch middelpunt van het vasteland van Estland ligt in Kalme, 15 km ten noordoosten van Paenasti.
Het dorp ligt tegen de grens tussen de provincies Viljandimaa en Jõgevamaa. Ten noorden van Paenasti ligt Lebavere in de gemeente Põltsamaa.